# Das Geheimnis der grünen Hornisse
Das Geheimnis der grünen Hornisse (Originaltitel: The Green Hornet) ist eine Bearbeitung der Fernsehserie The Green Hornet fürs Kino. 

## Handlung
Die Grüne Hornisse (The Green Hornet), sein Helfer Kato und Lenore Case hören im Radio von einem abgestürzten UFO. Kurz danach kommen die Außerirdischen zur grünen Hornisse und teilen ihm mit, dass die Straßen zu räumen seien. Dann verschwinden die Außerirdischen, nehmen aber Case mit. Aber die grüne Hornisse findet heraus, dass es keine Außerirdischen sind, sondern der verbrecherische Doktor Mabouse. Der will nämlich nukleare Waffen aus einem Militärstützpunkt stehlen und die Welt erobern.

## Produktion
Hinter dem Film stand Produzent Laurence Joachim, der die Rechte erstand, die zwischen 1966 und 1967 gesendete Fernsehserie der ABC, auf der Kinoleinwand auswerten zu können. Dafür wurden mehrere Folgen zu einer Handlung zusammengeschnitten. Für die Vermarktung wurde Bruce Lee ins Zentrum gerückt. Der Erfolg führte mit Der gelbe Taifun zu einem weiteren Film.
Der Constantin-Filmverleih brachte den Film 1975 in die bundesdeutschen Kinos. Die deutsche Synchronfassung gab einem Gangster den ähnlich klingenden Namen von Dr. Mabuse.